# الانتخابات البلدية السعودية 2011
الانتخابات البلدية السعودية 2011 هي ثاني انتخابات بلدية تقام في المملكة العربية السعودية منذ إقرار نظام المجالس البلدية. بلغ عدد المسجلين في قيد الانتخابات 1,083,600 ناخب، في حيث بلغ عدد المجالس البلدية 285 مجلساً، تنافس فيه أكثر من 5300 مرشح على 1056 مقعد. تُعد هذه الانتخابات آخر انتخابات بلدية تنظم من دون مشاركة المرأة، اذ قرر الملك السعودي آنذاك عبد الله بن عبد العزيز إشراك السعوديات اقتراعاً وترشحاً اعتباراً من الدورة المقبلة عام 2015. أشرف على مراقبة العملية الانتخابية فريق من المحامين والمهندسين السعوديين تم اعتمادهم من وزارة الشؤون البلدية والقروية.

## موعد الانتخابات
كان من المقرر أن تُجرى الانتخابات البلدية في 31 أكتوبر 2009. وقد أعلنت السلطات السعودية أن تأجيل الانتخابات بسبب توسيع الهيئات الانتخابية ودراسة امكانية مشاركة المرأة في الانتخابات. وأجريت الانتخابات في الخميس 29 سبتمبر 2011.

## مراحل الانتخابات
قررت السلطة في السعودية بانتخاب نصف أعضاء المجالس البلدية، في حين تقوم الدولة بتعيين النصف الآخر، وكانت مراحل الانتخابات كالتالي:
- مرحلة قيد الناخبين: والتي تم فيها ‌تسجيل من تنطبق عليهم شروط الانتخاب في جداول قيد الناخبين، وتم بعدها نشر جداول قيد الناخبين لإتاحة الفرصة للطعن في من لا تنطبق عليه الشروط، وبلغ عدد الناخبين النهائي الذين حق لهم التصويت 1.083.600 ناخب.
- مرحلة تسجيل المرشحين: والتي استمرت لمدة 6 أيام، حيث بلغ عدد المرشحين النهائي 5.323 مرشحاً.
- مرحلة الحملات الانتخابية: والتي استمرت لمدة 11 يوماً، حيث نظم فيها المرشحون حملاتهم الانتخابية للتعريف ببرامجهم الانتخابية.
- مرحلة الانتخاب: والتي تمت في يوم الخميس 29 سبتمبر 2011.

## دعوات المقاطعة
دعت حركة حسم الناخبين إلى مقاطعة الانتخابات 

## المشاركة
أعلنت اللجنة العامة للانتخابات البلدية عن إحصائية الاقتراع والفرز للدورة الثانية من انتخابات أعضاء المجالس البلدية، حيث بلغ عدد الذين أدلوا بأصواتهم في يوم الاقتراع الموافق يوم الخميس غرة شهر ذي القعدة 432.559 ناخبًا من إجمالي 1.083.686 ناخبًا مقيدًا في جداول قيد الناخبين بنسبة مشاركة بلغت 39.92%.